# Why (мини-альбом)
| Оценки критиков      | Оценки критиков                                                                    |
| Источник             | Оценка                                                                             |
| -------------------- | ---------------------------------------------------------------------------------- |
| Korea JoongAng Daily | Положительный                                                                      |
| The Star             | 8/10                                                                               |
| The Straits Times    | 4,5 из 5 звёзд · 4,5 из 5 звёзд · 4,5 из 5 звёзд · 4,5 из 5 звёзд · 4,5 из 5 звёзд |

Why  (с англ. — «Почему») – второй мини-альбом южнокорейской певицы Тэён. Был выпущен 28 июня 2016 года под лейблом S.M. Entertainment при поддержке KT Music. Основатель S.M. Entertainment Ли Су Ман выступил продюсером альбома. В создание пластинки свой вклад также внесли южнокорейский исполнитель PBR&B Дин и одна из участниц Girls’ Generation – Хёён. Музыкально композиции альбома являются смешением различных жанров, таких как EDM, R&B и поп.
Для промоушена Тэён выступала на трёх различных музыкальных программах – Music Bank, Music Core и Inkigayo с 1 по 3 июля. В августе начался её первый концертный тур Butterfly Kiss, в рамках которого она выступила в Сеуле и Пусане. Why получил положительные отзывы музыкальных критиков, которые хвалили его за разнообразие жанров и вокальные данные самой исполнительницы.
Мини-альбом был успешен в Корее, в первую неделю было продано более 110 тысяч физических копий. Он также был популярен на Тайване, где стал вторым самым продаваемым альбомом корейского исполнителя на территории данной страны в 2016 году. Why занял 30 место в японском чарте Oricon и второе в Billboard World Albums. Синглы «Starlight» и «Why» также достигли первой десятки Gaon Digital Chart.

## Предпосылки и релиз
17 июня 2016 года было объявлено о выпуске второго мини-альбома Тэён, получившего название Why. 20 июня было подтверждено участие южнокорейского продюсера Дина в записи одного из главных треков, а двумя днями позже объявлено о дуэте Тэён с одногруппницей Хёён.

## Промоушен
1 июля 2016 года состоялось выступление на Music Bank, промоушен продолжался до 3 июля. В том же месяце стартовал первый концертный тур Butterfly Kiss, в рамках которого Тэён выступала в Сеуле и Пусане для продвижения нового материала.

## Список композиций
| №                   | Название                        | Текст песни            | Музыка                                                                                       | Длительность |
| ------------------- | ------------------------------- | ---------------------- | -------------------------------------------------------------------------------------------- | ------------ |
| 1.                  | «Why»                           | Чо Юн Кён              | LDN Noise Лорен Дайсон Rodnae "Chikk" Bell                                                   | 3:27         |
| 2.                  | «Starlight» (совместно с Дином) | Ли Сеу Ран             | Jamil "Digi" Chammas Тейлор Маккол Тэй Джаспер Эдриан МакКинон Leven Kali Сара Форсберг MZMC | 3:43         |
| 3.                  | «Fashion»                       | Ким Ин Хён             | LDN Noise Марисса Шипп Бриттани Мюлен                                                        | 3:12         |
| 4.                  | «Hands on Me»                   | Йорки Рю Во            | Харли Мейсон Дэймон Томас Дэвин Уитмор Майкл Чиминез                                         | 3:48         |
| 5.                  | «Up & Down» (совместно с Хеён)  | Ли Сеу Ран Ким Мин Чжи | Юля Димберг Херби Кричлоу LDN Noise                                                          | 2:53         |
| 6.                  | «Good Thing»                    | Чон Чжу Хи             | LDN Noise Элис Софи Пенроус Каролин Джордан                                                  | 2:57         |
| 7.                  | «Night»                         | Рю Во Йорки            | Им Ван Вук Райан Ким Chase Аманда Моселей                                                    | 3:13         |
| Общая длительность: | Общая длительность:             | Общая длительность:    | Общая длительность:                                                                          | 23:13        |

## Чарты
| Чарт (2016)                        | Пиковая позиция |
| ---------------------------------- | --------------- |
| Япония (Oricon)                    | 30              |
| Южная Корея (Gaon Album Chart)     | 1               |
| Тайваньs (G-Music J-Pop)           | 2               |
| США World Albums (Billboard)       | 2               |
| США Heetseekers Albums (Billboard) | 15              |
| США Independent Albums (Billboard) | 48              |

| Чарт (2016)             | Позиция |
| ----------------------- | ------- |
| Южная Корея (Gaon)      | 19      |
| Тайвань (G-Music J-Pop) | 2       |

| Страна      | Продажи |
| ----------- | ------- |
| Южная Корея | 112,754 |
| Япония      | 6,234   |

## Награды и номинации

### Музыкальные шоу
| Песня       | Программа  | Дата              | Ссылки |
| ----------- | ---------- | ----------------- | ------ |
| «Starlight» | Music Bank | 8 июля 2016 года  | [ 14 ] |
| «Why»       | Inkigayo   | 10 июля 2016 года | [ 15 ] |

## История релиза
| Страна        | Дата              | Формат               | Лейбл                                     | Ссылки |
| ------------- | ----------------- | -------------------- | ----------------------------------------- | ------ |
| Южная Корея   | 28 июня 2016 года | CD цифровая загрузка | S.M. Entertainment KT Music               | [ 16 ] |
| По всему миру | 28 июня 2016 года | Цифровая загрузка    | S.M. Entertainment                        | [ 17 ] |
| Тайвань       | 22 июля 2016 года | CD                   | S.M. Entertainment Universal Music Taiwan | [ 18 ] |